# 長距離伝搬非回折ビーム
長距離伝搬非回折ビーム (LRNB:Long Range Nondiffracting Beam) とは、細いビーム幅を保ってあたかも回折しないかの如く長距離を伝搬する特殊なビーム光である。
似たようなものに、ベッセルビームがあげられるが、中心へのより高いエネルギー集中といったいくつかの点で優位性がある。
1990年代の後半、実験中に生じた現象の解明していた結果見つかったものでこのビームの発見は偶然だった。
LRNBは、光波面を特殊な形状に制御することによって生成され、具体的には、波面の曲率が中心（光軸）より開口端へ行く程小さくなるような歪んだ球面にされることで生成される。
これを生成する方法として、凸レンズと負の球面収差を持つ凹レンズの組み合わせがある。
ホイヘンス＝フレネル回折理論によって理論的な解析が可能で現在では数値シミュレーションでその特徴が判明している。

## 特徴
ここに、数値シミュレーションで確かめられたLRNBの特徴を示す。
- メインローブの安定性・・・サイドロープに比して媒質の揺らぎに対する安定性が高い。それどころか一般のコリメートビームやフォーカスビームよりも安定している。
- 回折限界以下のビーム幅・・・一般の光学系よりも高い分解能を発揮しうることを示している。
- 細いビーム幅を保った長距離伝搬・・・一般的には不可能な非回折的なビームを生成できる。
- 口径に比例した長距離伝搬・・・530nmの光を用いた場合、口径2～3cmで100m 、～10cmで数km、50cmで～50kmの長距離を非回折で伝搬できる。しかも、そのビームのコアの幅はミリメートルオーダーである。